# Heraclia busiris
Heraclia busiris is een vlinder uit de familie van de uilen (Noctuidae). De wetenschappelijke naam van deze soort is voor het eerst voorgesteld als Hesperia busiris door Johan Christian Fabricius in een publicatie uit 1793. Fabricius dacht ten onrechte dat het om een dikkopje ging, een dagvlinder. In 1854 beschreef Francis Walker, mogelijk op basis van hetzelfde specimen als Fabricius, een in zijn ogen nieuwe soort, die hij Eusemia contigua noemde. Pas in 2015 kwam uit dat Eusemia contigua en Hesperia busiris twee namen voor één en dezelfde soort zijn.
De soort komt voor in West-Afrika.